# وهيل كيتي (كورنوال)
وهيل كيتي (بالإنجليزية: Wheal Kitty)‏ هي قرية تقع في المملكة المتحدة في كورنوال.